# Montage Goodyear
Pour les articles homonymes, voir Goodyear.

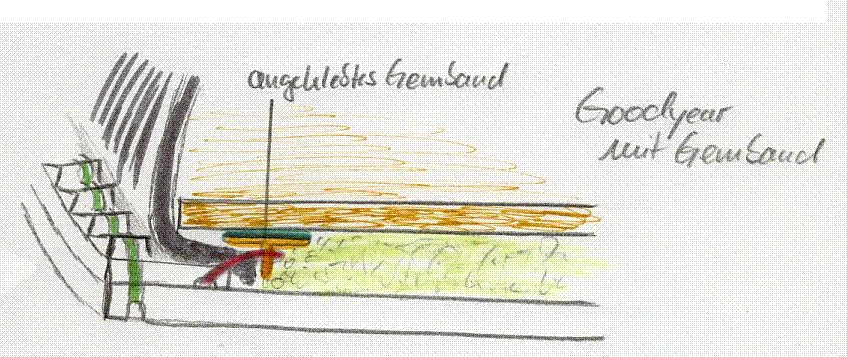
Détails d'une chaussure utilisant le montage trépointe

Le montage trépointe (ou cousu trépointe) souvent appelé montage Goodyear (ou cousu Goodyear) est un montage de chaussures qui repose sur l'utilisation d'une trépointe, bande (lanière) de cuir, caoutchouc, ou plastique, cousue :
- à la partie supérieure de la chaussure (ou tige), et à la semelle intérieure par la couture de trépointe, horizontale et invisible ;
- à la semelle extérieure, par la couture petit point, verticale et visible tout autour de la chaussure.

Le nom de Goodyear fait référence à l'inventeur de l'industrialisation de ce procédé en 1869, Charles Goodyear Jr, fils de Charles Goodyear.
Cette technique, caractéristique des chaussures haut de gamme (impliquant une qualité supérieure) permet une grande longévité de la paire de chaussures : le ressemelage se fait sans aucune altération de la tige.